# لانس سكوت
لانس سكوت (بالإنجليزية: Lance Scott)‏ هو لاعب كرة قدم أمريكية أمريكي، ولد في 12 فبراير 1972 في سولت ليك في الولايات المتحدة.

## وصلات خارجية
- لانس سكوت على موقع مرجع كرة القدم المحترفة.كوم (الإنجليزية)